# Floresta estacional

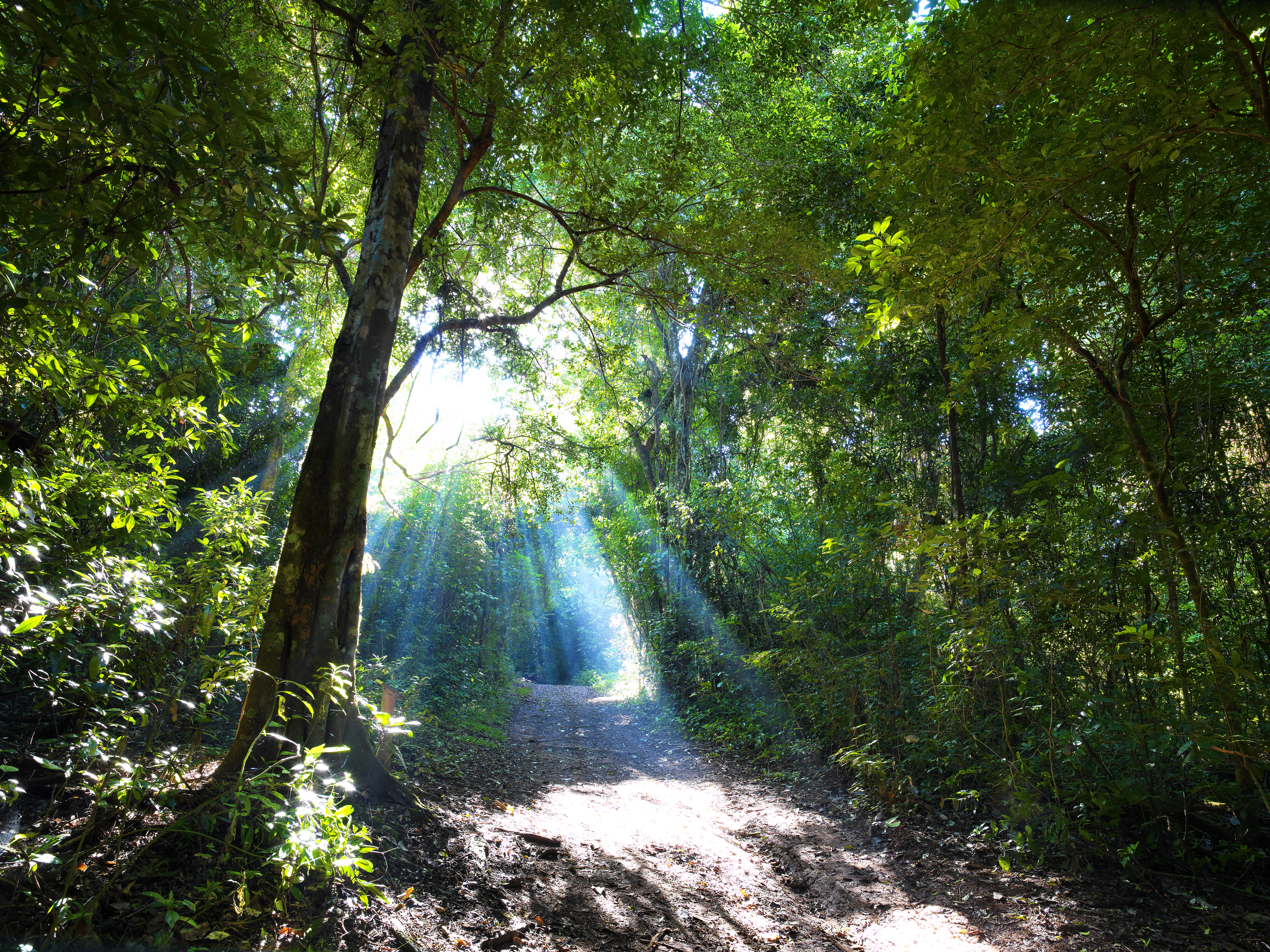
Trilha em floresta estacional no Parque Estadual de Porto Ferreira, SP.

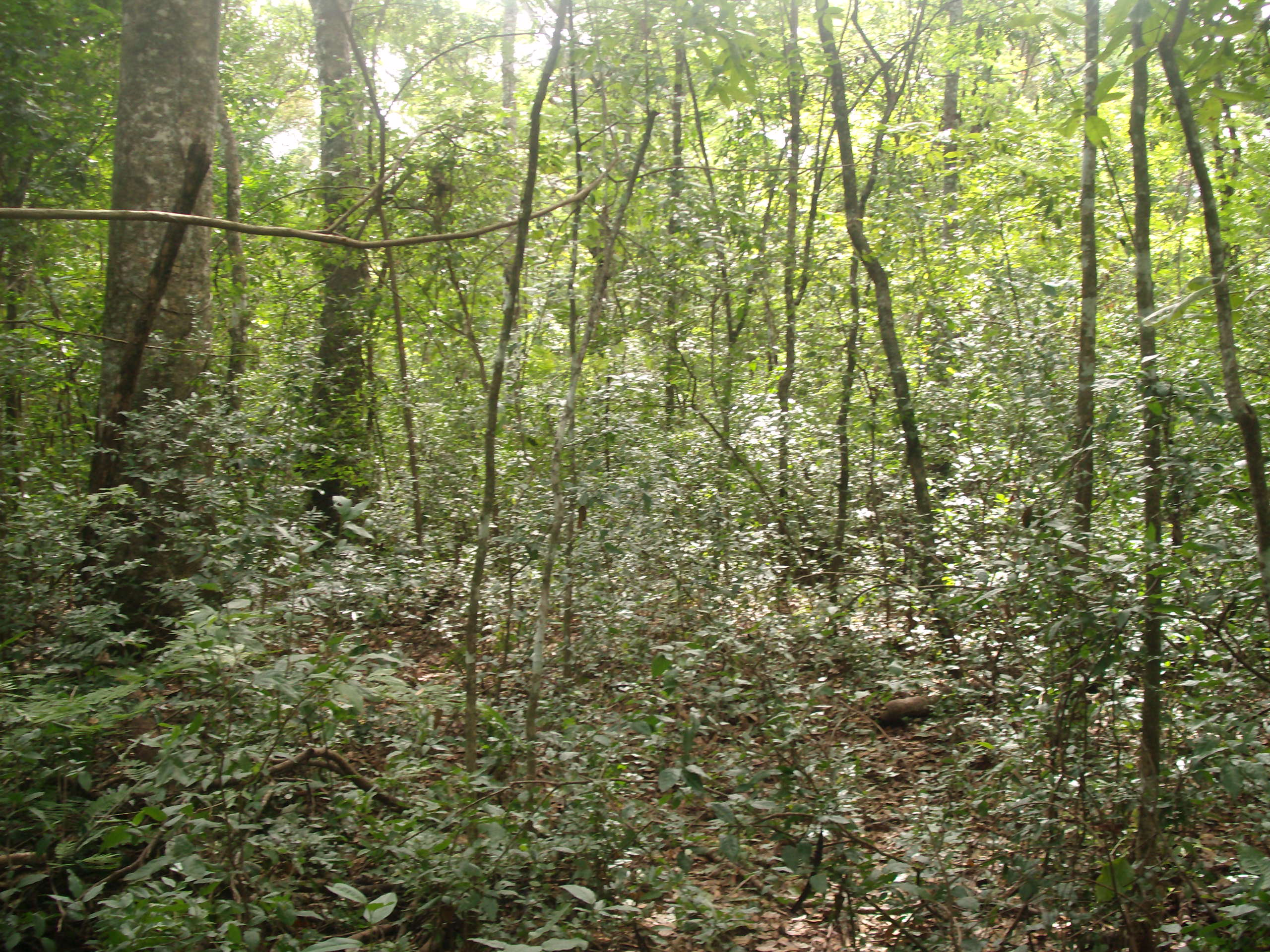
Interior de floresta estacional em Santa Fé do Sul, SP.

Floresta estacional é um tipo de vegetação florestal com estação seca demarcada, havendo, em maior ou menor grau, certa preponderância de espécies caducifólias ou subcaducifólias, as quais perdem suas folhas, no todo ou em parte, durante a estação seca.
Alguns termos relacionados, mas não exatamente sinônimos, incluem "mata mesófila", "mata de planalto", "matas pluviais do interior", "mata atlântica do interior", "mata seca" ou "Mata de Cipó".
O sentido destes termos pode variar de acordo com o meio, seja ele acadêmico, jurídico ou popular. Alguns destes termos são de cunho mais generalista (ex., "floresta estacional", "mata mesófila"), enquanto outros costumam ser aplicados especificamente para áreas de vegetação que guardam relativa similaridade florística com o Cerrado (ex., "mata mesófila esclerófila", isto é, o cerradão) ou com a Mata Atlântica (ex., "mata atlântica do interior", ou "mata seca", a qual difere do cerradão pela composição de espécies e pelo porte mais alto da vegetação, dentre outras características).

## Tipos
Categorias de floresta estacional, de acordo com o IBGE (2012):
- Floresta estacional decidual
- Floresta estacional semidecidual
- Floresta estacional sempre verde

## Conservação
O Decreto Federal nº 6 660, de 2008, que regulamenta a Lei da Mata Atlântica (Lei Federal nº 11 428, de 2006), considera a Mata Seca como Floresta Estacional Decidual, incluindo-a como disjunção do Bioma da Mata Atlântica.
Apesar da classificação legal da Mata Seca como Mata Atlântica, muitas dessas comunidades guardam similaridades florísticas também com a Caatinga e com o Cerrado (ex., Cerradão), podendo apresentar grande número espécies xerófitas no sub-bosque. Geralmente, essa vegetação está associada a solos e afloramentos calcários.